# Ska' vi være kærester?
|  | Denne artikel er oprettet af botten PalnaBot ud fra en ekstern database. Den kan derfor have sproglige fejl eller mangler. Denne skabelon kan fjernes efter kontrol af indholdet. |

Ska' vi være kærester? er en børnefilm instrueret af Birger Larsen efter eget manuskript.

## Handling
Ludvig og Alice er kærester. Det vil sige, at det er de nu ikke rigtigt, for så skal der jo kysses, og det synes Ludvig er decideret ulækkert. Men man kan da give hinanden det bedste, man ejer, i kærlighedspant. For at få Alices halskæde med sølvhjertet, skal Ludvig rappe "Under den hvide bro", og det kan han ikke nå, da han skal spille flygel til lilleputkoncerten. Ludvigs fingre flagrer flygtigt over tangenterne til dirigentens store irritation, men da Alice dukker op i koncertsalen, lyder "Le Coeur d'Argent", som den skal - og lidt til.